# Fantasy-Jahr 1951
Übersicht

◄◄ | ◄ | 1947 | 1948 | 1949 | 1950 | Fantasy-Jahr 1951 | 1952 | 1953 | 1954 | 1955 | ► | ►►

Weitere Ereignisse

## Neuerscheinungen Literatur
| Deutscher Titel                                                                | Deutschsprachiges Erscheinungsjahr | Originaltitel  | Autor       | Anmerkungen |
| ------------------------------------------------------------------------------ | ---------------------------------- | -------------- | ----------- | ----------- |
| Die unverhoffte Wiederkehr oder Prinz Kaspian später: Prinz Kaspian von Narnia | 1959                               | Prince Caspian | C. S. Lewis |             |

## Filmpreise
Oscar
- Beste Nebendarstellerin: Josephine Hull – Mein Freund Harvey
- Bestes Szenenbild (Farbfilm): Hans Dreier, Walter H. Tyler, Sam Comer, Ray Moyer – Samson und Delilah
- Beste Kostüme (Farbfilm): Edith Head, Dorothy Jeakins, Eloise Jensson, Gile Steele, Gwen Wakeling – Samson und Delilah

Golden Globe
- Beste Nebendarstellerin: Josephine Hull – Mein Freund Harvey

Grand Prix der Internationalen Filmfestspiele von Cannes in der Kategorie Bester Film – Das Wunder von Mailand

New York Film Critics Circle Award in der Kategorie Bester ausländischer Film – Das Wunder von Mailand

Nastro d’Argento des Sindacato Nazionale Giornalisti Cinematografici Italiani für Produktionsdesigner Guido Fiorini – Das Wunder von Mailand

## Neuerscheinungen Filme
| Deutscher Titel           | Deutschsprachiges Erscheinungsjahr | Originaltitel             | Regie                                           | Anmerkungen |
| ------------------------- | ---------------------------------- | ------------------------- | ----------------------------------------------- | ----------- |
| Alice im Wunderland       | 1952                               | Alice in Wonderland       | Clyde Geronimi, Wilfred Jackson, Hamilton Luske |             |
|                           |                                    | Francis Goes to the Races | Arthur Lubin                                    |             |
| Die tödlichen Träume      | -                                  | -                         | Paul Martin                                     |             |
| Eine Weihnachtsgeschichte | 1966                               | Scrooge                   | Brian Desmond Hurst                             |             |
| Das Wunder von Mailand    | 1952                               | Miracolo a Milano         | Vittorio De Sica                                |             |

## Geboren
- Esther Friesner
- Barbara Hambly
- P. C. Hodgell
- Michael Scott Rohan († 2018)